# Umberto Bindi e le sue canzoni
Umberto Bindi e le sue canzoni è il primo album (LP) di Umberto Bindi, datato 1960.

## Tracce
LATO A
1. È vero (testo di Nisa; musica di Umberto Bindi; con Enzo Ceragioli e la sua orchestra)
2. Non so (testo di Giorgio Calabrese; musica di Umberto Bindi; con Giampiero Boneschi e la sua orchestra)
3. Tu (testo di Luciano Beretta; musica di Umberto Bindi e Vittorio Buffoli; con Enzo Ceragioli e i suoi archi)
4. Un giorno, un mese, un anno (testo di Giorgio Calabrese; musica di Umberto Bindi)
5. Appuntamento a Madrid (testo di Giorgio Calabrese; musica di Umberto Bindi)
6. Luna nuova sul Fuji-Yama (testo di Giorgio Calabrese; musica di Umberto Bindi; con Enzo Ceragioli e la sua orchestra)

LATO B
1. Lasciatemi sognare (testo di Giorgio Calabrese; musica di Umberto Bindi)
2. Arrivederci (testo di Giorgio Calabrese; musica di Umberto Bindi)
3. Nuvola per due (testo di Giorgio Calabrese; musica di Umberto Bindi)
4. Il confine (testo di Giorgio Calabrese; musica di Umberto Bindi)
5. Girotondo per i grandi (testo di Giorgio Calabrese; musica di Umberto Bindi e Vittorio Buffoli)
6. Odio (testo di Giorgio Calabrese; musica di Umberto Bindi; con Enzo Ceragioli e i suoi archi)